# Philip Zimbardo
Philip George Zimbardo, ameriški psiholog, * 23. marec 1933, New York, New York, ZDA, † 14. oktober 2024, San Francisco, ZDA. 
Zimbardo je zaslužni profesor na Univerzi Stanford. Poznan je po svojem Stanfordskem zaporniškem eksperimentu.

## Življenje in delo
Zimbardo se je rodil 23. marca 1933 v New Yorku. Na Kolidžu Brooklyn (Brooklyn College) je leta 1954 diplomiral iz psihologije, sociologije in antropologije. Na Univerzi Yale je leta 1955 opravil magisterij in  1959 doktorat iz psihologije. Od leta 1959 do leta 1960 je poučeval na Univerzi Yale. Od leta 1960 do leta 1967 je bil profesor psihologije na Univerzi v New Yorku. Od leta 1967 do 1968 je poučeval na Univerzi Columbia. Od leta 1968 pa je deloval na Univerzi Stanford. 
Dobil je številne nagrade kot predavatelj, raziskovalec, pisatelj in za vse svoje delo. Med drugim je dobil tudi nagrado fundacije Vaclava Havla za življenjsko delo v raziskovanju človeških značilnosti. Njegovih 300 strokovnih publikacij in 50 knjig kaže njegovo raziskovalno zanimanje za socialno psihologijo. 
Bil je strokovna priča za enega od vojakov, ki je bil vpleten v zlorabe v zaporu Abu Graib. Proučeval je postopke zasliševanja, ki jih uporablja vojska v tem in ostalih zaporih ter tudi grški in brazilski policijski mučitelji. 
Leta 2002 so ga izvolili za predsednika Ameriškega psihološkega združenja. Pod njegovim vodstvom je organizacija oblikovala spletno stran PsychologyMatters.org, zbirko psiholoških raziskav, ki se lahko aplicirajo v vsakdanjem življenju. Istega leta je sodeloval tudi v britanskem resničnostnem šovu, The Human Zoo, kjer sta z britanskim psihologom opazovala in analizirala vedenje udeležencev v kontoliranem okolju.
Leta 2004 je Zimbardo pričal v obrambo stražarja v zaporu Abu Graib. Kazen naj bi bila zmanjšana zaradi olajševalnih okoliščin, saj se lahko le malo posameznikov upre močnemu situacijskemu pritisku zapora, še posebej brez pravega izobraževanja in nadzora. Zimbardo je znanje, ki ga je pridobil v tem primeru uporabil pri pisanju knjige Luciferjev učinek: Kako dobri ljudje postanejo zli, o povezavi med Abu Ghraibom in zaporniškim eksperimentom.
V zadnjem času pa se Zimbardo ukvarja tudi z vprašanjem herojstva oz. tega kako ljudje postanejo heroji. 
Septembra 2006 se je Zimbardo pridružil profesorjem na Pacific Graduate School of Psychology kot profesor psihologije, kjer poučuje socialno psihologijo doktorske študente in program klinične psihologije.
Leta 2007 se je Zimbardo po 50 letih poučevanja upokojil vendar je še zmeraj aktiven.

## Področja raziskovanja

### Zapori
Najbolj znana Zimbardova študija je bil leta 1971 izveden Stanfordski zaporniški eksperiment, ki je bil klasična demonstracija tega, kako moč socialne situacije izkrivi osebno identiteto in vrednote ter moralo posameznika. Študenti so internalizirali situacijske identitete in svoje vloge zapornikov in paznikov. 

### Čas
Zimbardovo raziskovanje psihologije perspektive časa se osredotoča na način na katerega posamezniki razvijejo časovno orientacijo, ki deli tok njihov izkušenj na mentalne kategorije oz. časovne pasove, preteklosti, sedanjosti in prihodnosti ter tudi transcedentalne prihodnosti (vera v življenje po smrti). Zimbardo in njegovi sodelavci se zanimajo predvsem za časovne pristranosti v katerih te naučene kognitivne kategorije niso uravnotežene s situacijami, konteksti in zahtevami, ampak je eno ali drugo uporabljeno v preveliki meri ali pa premalo. Razvili so zanesljiv, veljaven vprašalnik, ki ocenjuje individualne razlike v tej subjektivni perspektivi časa (Zimbardo Time Perspective Inventory, ZTPI). 

### Sramežljivost
Zimbardovo zanimanje za socialno in osebno dinamiko sramežljivosti pri odraslih in kasneje tudi otrocih se je rodilo iz refleksij na stanfordski zaporniški eksperiment, pri misli na mentaliteto paznika (omejevanje prostosti) in zapornika (upiranje ampak na koncu sprejetje teh omejitev osebne svobode) kot dvojnosti v vsakem od nas in v nevrotičnem ali sramežljivem posamezniku. Od leta 1972 je Zimbardova raziskovalna ekipa, sestavljena predvsem iz stanfordskih dodiplomskih študentov in diplomantov ter Paula Pilkonsa in Susan Brodt, naredila pionirske raziskave o vzrokih, korelacijah in posledicah sramežljivosti pri odraslih in otrocih. Pri tem so uporabljali multi metodični, multi odgovorni pristop. Njihovi izsledki o obsegu sramežljivosti in njenih mnogih negativnih posledicah so pripeljali do oblikovanja klinike sramežljivosti kjer je ekipa testirala razne intervencije med študenti in osebjem na Univerzi Stanford in nato v lokalni skupnosti. Leta 1975 je v Zimbardovem laboratoriju začela delovati klinika sramežljivosti, kjer so študente  osem tednov zdravili v majhnih skupinah (6-8 študentov). Ker Zimbardo ni klinični psiholog je sprva klinika delovala kot eksperimentalni center, kjer študentje za terapijo niso plačevali, Zimbardova ekipa pa je preizkušala različne strategije in taktike v različnih skupinah študentov, ki jim je bilo to tudi jasno povedano. Zgodnje delo na kliniki sta opravljala Meg Mamell, izučena v vedenjski terapiji, ki je delala kot Zimbardova so-terapevtka in Carlo Piccione, klinični psiholog. V zadnjih letih pa je kliniko prevzela Lynne Hendrson, ki je skupaj z Zimbardom ustanovila inštitut sramežljivosti (Shyness Institute), da bi promovirala raziskave o sramežljivosti in izobraževanje terapevtov za zdravljenje sramežljivosti. 

### Norost
Zimbarda je zelo zanimalo vprašanje kako ljudje, ki sprva funkcionirajo normalno in učinkovito začnejo razvijati simptome psihopatologije in postopoma vodijo do psihiatrične diagnoze, ki so v splošnem poimenovani kot norost. Z uporabo paradigme eksperimentalne psihopatologije so se Zimabardo in kolegi osredotočili na osrednjo vlogo osebno doživetih pomembnih diskontinuitet, ki sprožajo iskanje razumevanja (biti racionalen) in/ali iskanje socialnih primerjav s primerljivimi drugimi (biti normalen). Uporabili so post hipnotične sugestije kot sredstvo za indkucijo izkušnje nenadne diskontinuitete z ali brez poznavanja resničnega vira.

### Nasilje / Zlo
Zimbardo je se osredotočal na to, kako so dobri ljudje zapeljani v zlo delovanje zaradi situacijskih sil, ki jih obkrožajo in psihološka opravičila in interpretacije za to. Najprej je oblikoval model deindividualizacije, ki specificira vrsto odvisnih in neodvisnih variabel, ki predicirajo sprožanje in posledice tega začasnega stanja suspendirane osebne identitete. Eksperimentalne in druge raziskave (na vandalizmu in grafitih) v splošnem podpirajo ta model. V kombinaciji z modelom moralne nevpletenosti Alberta Bandure, imajo Zimbardo in njegovi kolegi razumno teorijo procesa po katerem običajni ljudje lahko počnejo zlobne stvari drugim.

### Druge raziskave
Poleg opisanih kategorij se Zimbardo ukvarja tudi z raziskovanjem prepičevanja oz. kontrole uma, hipnoze, kognitivne disonance ter poučevanja, zanima pa se tudi za raziskovalno in seksualno obnašanje pri podganah, psihologijo pripadnosti in politično psihologijo ter terorizem.

## Intervju
Mojca Vizjak Pavšič: Junaška dejanja so glavni protistrup zlu : prof. dr. Philip G. Zimbardo, avtor uspešnice Luciferjev učinek. Delo, 20. avgust  2009.